# Gueorgui Pinkhassov
Gueorgui Pinkhassov es un fotógrafo franco-ruso, nacido en 1952, que vive y trabaja en París. Interesado por la fotografía desde que era joven, Gueorgui Pinkhassov estudia cinematografía en el VGIK (Instituto Superior de Cinematografía) de Moscú. De 1971 a 1980, trabaja para el estudio Mosfilm como cámara. El director ruso Andrei Tarkovski se fija en él y lo invita a participar en el rodaje de Stalker. Esto marca el inicio de una fructífera colaboración entre los dos. En 1978, Pinkhassov se convierte en miembro de la Unión Moscovita de las Artes Gráficas, condición que le permite participar gratuitamente en exposiciones. En 1985, se instala en París. Tres años más tarde se incorpora a la agencia Magnum Photos y trabaja activamente para los medios de comunicación, especialmente con motivo de grandes acontecimientos. Pero no sólo le interesa dar cuenta de los hechos. La dimensión artística e innovadora que aparece en su primera obra, Sightwalk, se revela en sus fotos, que exploran la manera como algunos detalles particulares, algunos juegos de luz y algunos reflejos consiguen captar un ambiente, crear una atmósfera.

## Exposiciones relevantes
- 2006, Le Bon Marché, París, Francia
- 1988, Centre de la photographie, Ginebra, Suiza
- 1987, Cité Internationale des Arts, París, Francia
- 1979, Maison des écrivains, Moscú, Rusia
- 1979, Tallinn, Estonia

## Libros publicados
- Nordmeer, Mare, Alemania, 2006
- Carnet d’Opéra, Éditions Xavier Barral, Francia, 2003
- Sightwalk, Phaidon Press, Reino Unido, 1998